# Viện đại học

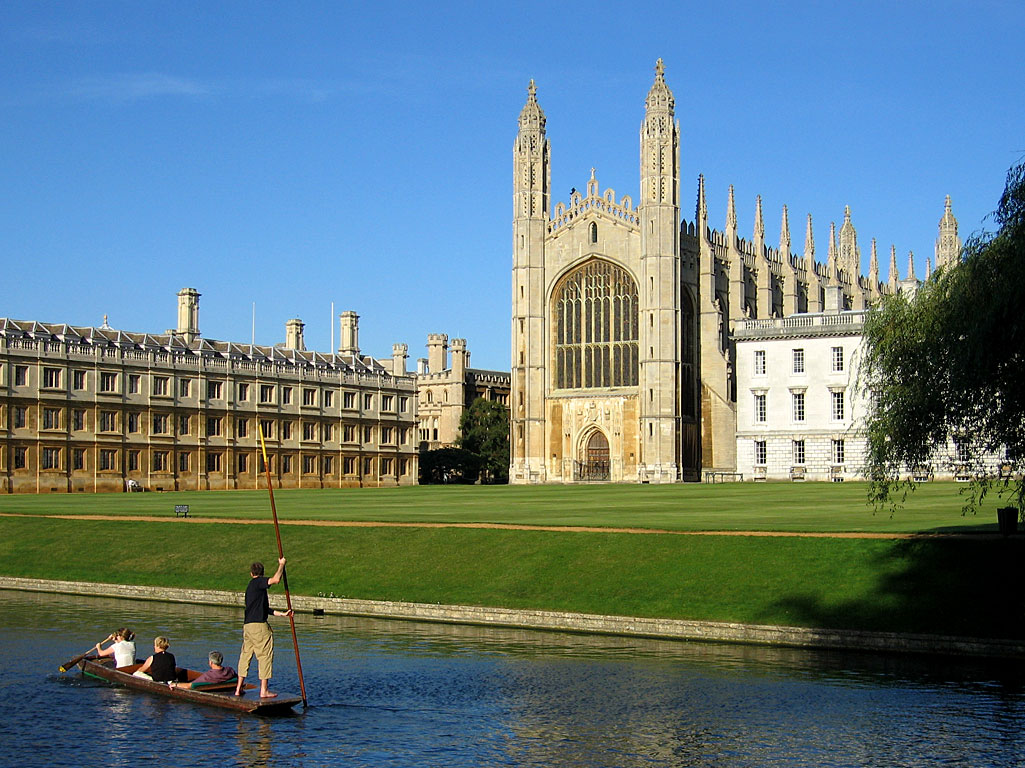
Một góc khuôn viên Viện Đại học Cambridge ở Cambridge, Anh Quốc.

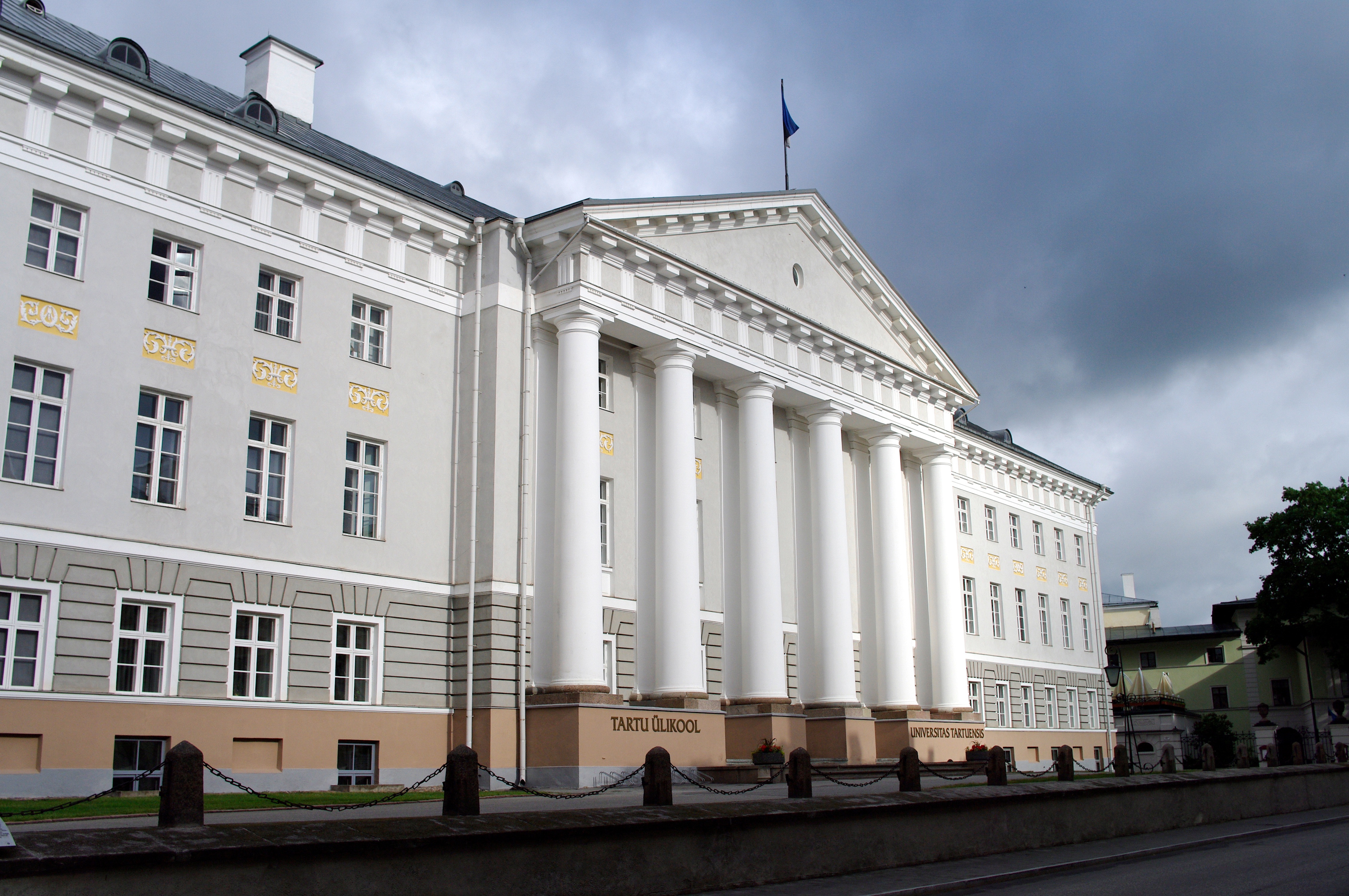
Tòa nhà chính hiện tại của Đại học Tartu (được thành lập vào thế kỷ 17) được xây dựng vào thế kỷ 19. Trường là một trong những trường đại học có ý nghĩa và uy tín nhất trên thế giới hiện nay.

Viện đại học (tiếng Anh: university; La-tinh: universitas), có khi gọi là đại học, là một cơ sở giáo dục đại học và nghiên cứu, cung cấp giáo dục bậc đại học và sau đại học và có thẩm quyền cấp bằng trong nhiều lĩnh vực học thuật khác nhau. Viện đại học thường bao gồm một trường đại học khai phóng và khoa học và các trường chuyên nghiệp và sau đại học. Một viện đại học khác một trường đại học ở chỗ nó thường lớn hơn, có chương trình học rộng hơn, và ngoài bằng cử nhân ra thì còn trao các văn bằng sau đại học và chuyên nghiệp. University trong tiếng Anh có gốc từ cụm từ La-tinh universitas magistrorum et scholarium (cộng đồng những nhà giáo và học giả). Trong tiếng Việt, viện có nghĩa là nơi, sở.
Ở Việt Nam, tên gọi "đại học," với nghĩa cụ thể là một cơ sở hay cơ cấu giáo dục đại học, chỉ được chính quyền Cộng hòa Xã hội Chủ nghĩa Việt Nam sử dụng chính thức từ đầu thập niên 1990 để đặt tên cho một mô hình cơ sở giáo dục đại học mới, gần giống mô hình "viện đại học" thời Việt Nam Cộng hòa hay "university" ở Bắc Mỹ và Tây Âu, trên cơ sở gộp một số trường đại học đơn ngành (theo mô hình phân mảnh ngành học của Liên Xô) lại với nhau. Từ university trong tiếng Anh có khi còn được dịch ra tiếng Việt là "trường đại học" (xem thêm bài Trường đại học).
Bài này nói về cơ sở giáo dục đại học theo mô hình viện đại học ở châu Âu thời trung cổ và được các vùng khác trên thế giới đem áp dụng trong thời cận đại. Về các trung tâm học tập bậc cao thời cổ đại, chẳng hạn Học viện Platon do triết gia Platon thành lập khoảng năm 387 trước Tây lịch hay các viện đại học Puspagiri, Nalanda, Vikramshila, và Taxila thuộc Ấn Độ cổ đại, xem bài Các cơ sở học tập bậc cao thời cổ đại.

## Tự do học thuật

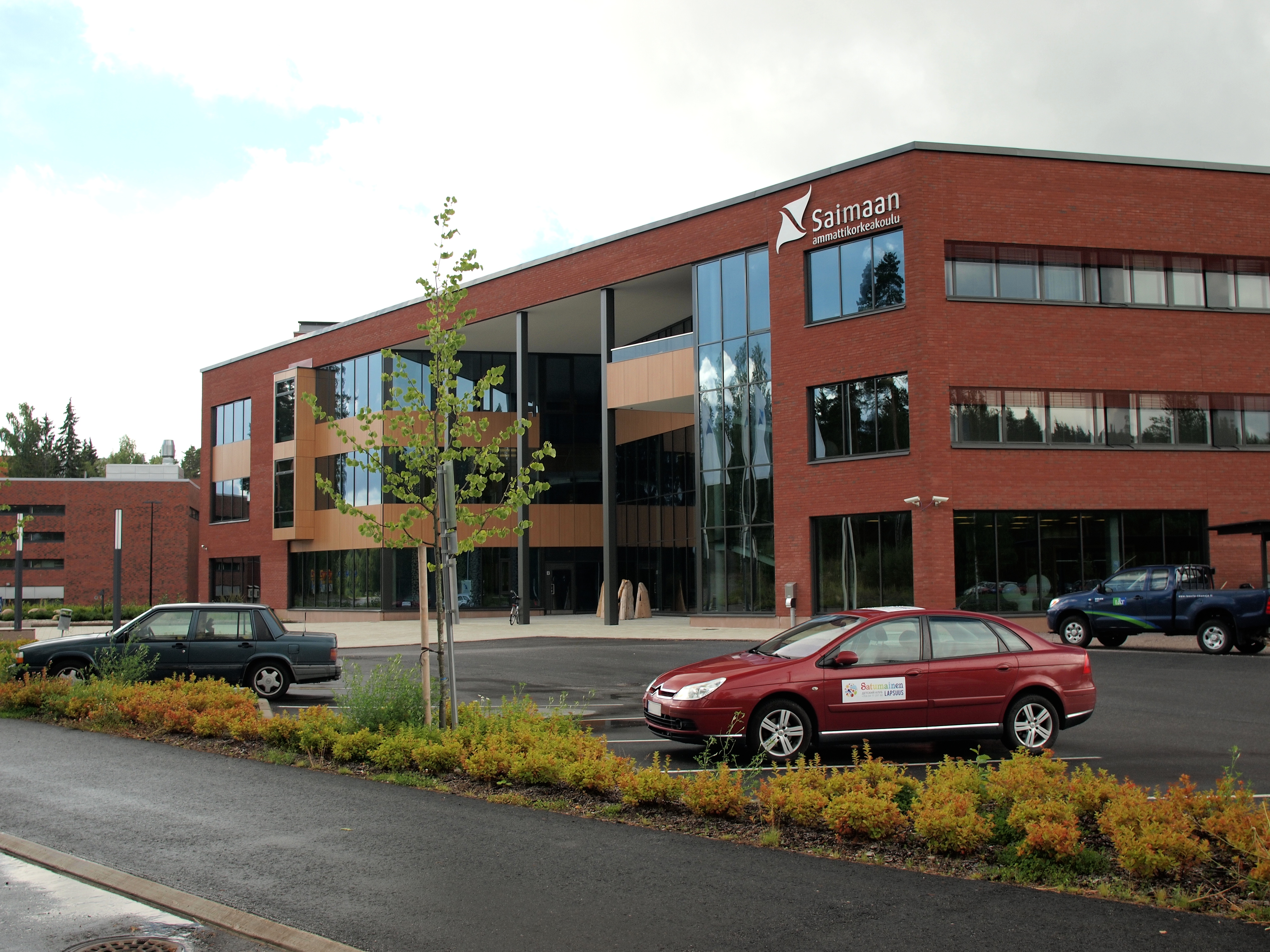
Đại học Khoa học Ứng dụng LAB ở Lappeenranta, Phần Lan.

Một phần quan trọng trong định nghĩa một viện đại học là khái niệm tự do học thuật. Bằng chứng đầu tiên được ghi nhận về quyền tự do học thuật xuất hiện từ thời kỳ đầu của viện đại học đầu tiên - Viện Đại học Bologna. Viện đại học này thông qua một hiến chương gọi là Constitutio Habita, vào năm 1158 hoặc 1155, theo đó bảo đảm quyền đi lại tự do của các học giả vì lợi ích giáo dục. Việc này được xem như là nguồn gốc của tự do học thuật. Ngày này, tự do học thuật được định nghĩa là quyền tự do giảng dạy, học tập, và theo đuổi tri thức và nghiên cứu của giảng viên và sinh viên mà không bị can thiệp một cách vô lý hay bị luật pháp nhà nước, quy định của cơ sở giáo dục, hay áp lực của công chúng giới hạn. Quyền tự do học thuật được thừa nhận rộng rãi trên khắp thế giới. Ngày 18 tháng 9 năm 1988, 388 viện trưởng các viện đại học ký vào Magna Charta Universitatum, một tuyên bố xác lập những quyền và những giá trị căn bản của viện đại học, nhân kỷ niệm 900 năm ngày thành lập Viện Đại học Bologna. Số viện đại học từ khắp nơi trên thế giới ký tên vào Magna Charta Universitatum ngày càng nhiều.

## Lịch sử

### Những viện đại học ban đầu

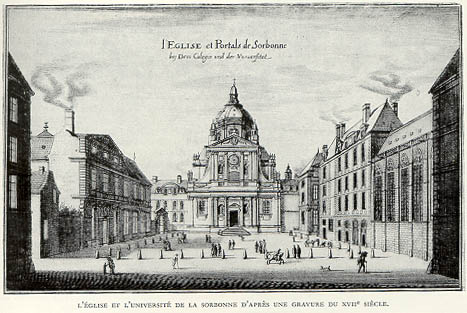
Viện Đại học Paris, thường gọi là La Sorbonne, ở Paris, Pháp, thế kỷ 17.

Các viện đại học hiện đại có nguồn gốc từ các trường học thời trung cổ gọi là studium generale (nơi học tập chung), thu nhận sinh viên từ khắp châu Âu. Những trường ra đời sớm nhất vốn được thành lập nhằm đào tạo các giáo sĩ và tu sĩ với chương trình học rộng hơn những gì được dạy trong các trường của tu viện và nhà thờ chính tòa. Việc thu nhận các học giả ngoại quốc vào học khiến cho các studium trở nên khác biệt so với các trường học khai sinh ra nó.
Cơ sở giáo dục phương Tây đầu tiên có thể được gọi là viện đại học là một trường y khoa nổi tiếng thành lập ở Salerno, Ý, vào thế kỷ thứ 9. Trường này thu hút sinh viên từ khắp châu Âu. Tuy nhiên, nó vẫn chỉ là một trường y khoa. Viện đại học thực sự đầu tiên là Viện Đại học Bologna thành lập ở Bologna, Ý, cuối thế kỷ 11. Nó trở thành một cơ sở giáo dục được nhiều người kính trọng, nhất là trong lĩnh vực luật tôn giáo và luật dân sự. Viện đại học đầu tiên ra đời ở Bắc Âu là Viện Đại học Paris, thành lập trong khoảng 1150 đến 1170. Viện đại học này nổi tiếng về giảng dạy thần học, và nó trở thành hình mẫu cho các viện đại học khác ở Bắc Âu, chẳng hạn như Viện Đại học Oxford ở Anh thành lập vào cuối thế kỷ 12. Các viện đại học Paris và Oxford bao gồm các trường đại học vốn là nơi ở dành cho các học giả.
Những viện đại học ban đầu này là những đoàn thể sinh viên và giảng viên, được các giáo hoàng, hoàng đế, và nhà vua ban quyền. Viện Đại học Napoli, do Hoàng đế Frederick II thành lập vào năm 1224 ở Ý, là cơ sở đầu tiên được thành lập dưới thẩm quyền của một hoàng đế, trong khi Viện Đại học Toulouse, do Giáo hoàng Grêgôriô IX lập ra vào năm 1229 ở Pháp, là cơ sở đầu tiên được thành lập qua một sắc lệnh của giáo hoàng. Những viện đại học này được quyền tự trị, miễn là họ không dạy vô thần và dị giáo. Sinh viên và giảng viên cùng nhau tự bầu ra viện trưởng. Tuy nhiên, như cái giá phải trả cho sự độc lập, họ phải tự lo kinh phí. Do đó mà các giảng viên phải thu học phí, và để đảm bảo cuộc sống, họ phải làm hài lòng sinh viên. Những viện đại học ban đầu này không có những tòa nhà cố định và có rất ít tài sản chung, do đó mà các sinh viên và giảng viên bất mãn có thể chuyển đến nơi khác và thiết lập một nơi học tập mới. Lịch sử Viện Đại học Cambridge bắt đầu như thế vào năm 1209 khi có một số sinh viên bất mãn chuyển từ Oxford đến Cambridge; hai mươi năm sau, Oxford đón nhận những sinh viên từ Viện Đại học Paris chuyển sang.
Từ thế kỷ 13 trở đi, các viện đại học được thiết lập ở nhiều thành phố lớn ở châu Âu: Montpellier (đầu thế kỷ 13) và Aix-en-Provence (1409) ở Pháp; Padua (1222), Rome (1303), và Florence (1321) ở Ý; Salamanca (1218) ở Tây Ban Nha; Prague (1348) và Viên (1365) ở Trung Âu; Heidelberg (1386), Leipzig (1409), Freiburg (1457), và Tübingen (1477) ở phần đất nay là nước Đức; Louvain (1425), nay thuộc Bỉ; và Saint Andrews (1411) và Glasgow (1451) ở Scotland. Cho đến cuối thế kỷ 18, hầu hết các viện đại học có chương trình học cốt lõi dựa trên bảy môn khai phóng (tiếng Anh: liberal arts): ngữ pháp, luận lý học, hùng biện, hình học, số học, thiên văn học, và âm nhạc. Sinh viên tốt nghiệp sau đó theo học ở một trong những phân khoa chuyên nghiệp về y khoa, luật, và thần học. Các kỳ thi cuối khóa cực kỳ khắc nghiệt, hầu hết sinh viên thi rớt.

### Cải cách Tin Lành và Phản Cải cách ở châu Âu

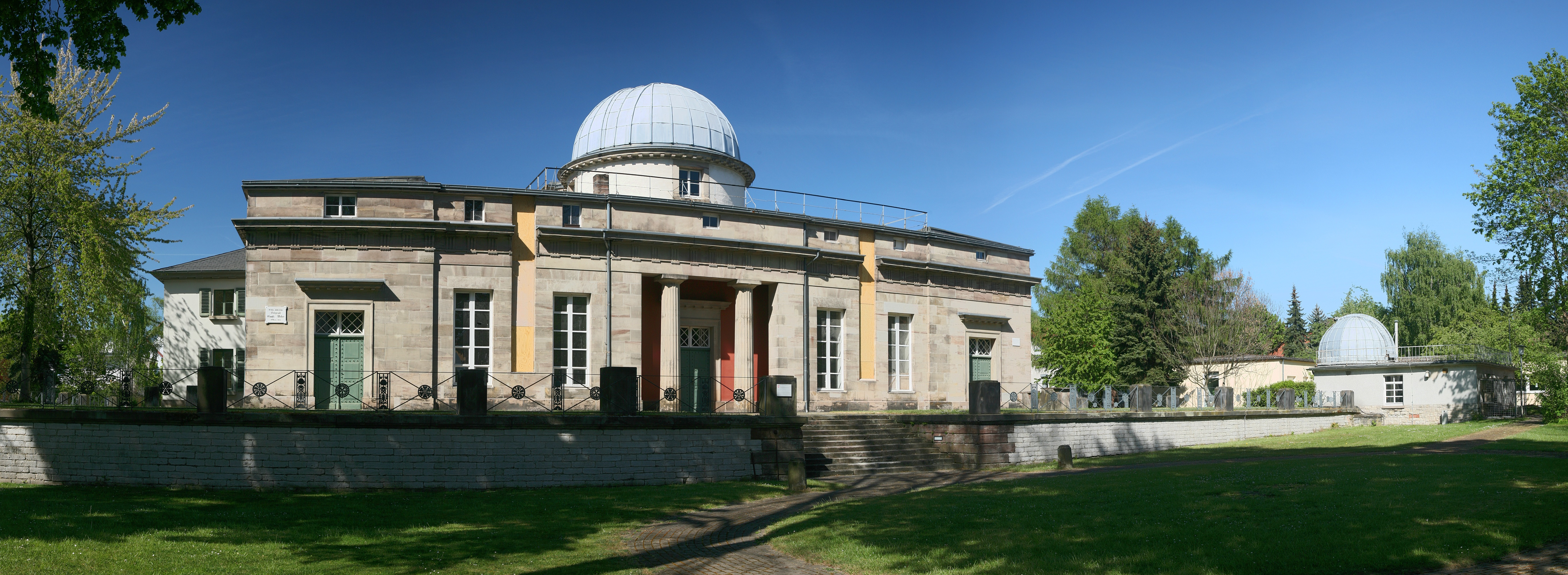
Đài quan trắc trong khuôn viên Viện Đại học Göttingen.

Phong trào Cải cách Tin Lành ở thế kỷ 16 cùng hệ quả của nó là phong trào Phản Cải cách đã ảnh hưởng đến các viện đại học ở châu Âu theo những cách khác nhau. Ở các bang của nước Đức, các viện đại học mới của những người theo Tin Lành được thành lập, những cơ sở giáo dục cũ cũng bị những người Tin Lành tiếp quản; trong khi nhiều viện đại học của Công giáo Rôma trở thành những người bảo vệ kiên định nền học tập truyền thống gắn liền với Giáo hội Công giáo. Đến thế kỷ 17, cả các viện đại học Công giáo lẫn các viện đại học Tin Lành đều trở nên quá chú tâm đến việc bảo vệ các giáo lý tôn giáo và do đó thiếu quan tâm đến khoa học, một chủ đề bắt đầu phát triển khắp châu Âu. Những môn học mới không được khuyến khích, do vậy nhiều viện đại học trên đà đi xuống. Tuy vậy, những cơ sở giáo dục mới tiếp tục được thiết lập trong khoảng thời gian này, bao gồm những viện đại học ở Edinburgh (1583), Leiden (1575), và Strasbourg (1621).
Viện đại học hiện đại đầu tiên ra đời ở Halle, Đức, do những người theo phái Luther thành lập vào năm 1694. Đây là một trong những cơ sở giáo dục đầu tiên từ bỏ mọi giáo điều tôn giáo chính thống, và chỉ chú tâm nghiên cứu tri thức duy lý và khách quan. Đây là viện đại học đầu tiên mà giảng viên giảng bài bằng tiếng Đức (ngôn ngữ bản địa) thay vì tiếng La-tinh. Những đổi mới của Viện Đại học Halle (nay là Viện Đại học Halle-Wittenberg) sau này được Viện Đại học Göttingen (1737) cũng như hầu hết các viện đại học khác ở Đức và nhiều viện đại học ở Hoa Kỳ đón nhận.
Vào cuối thế kỷ 18 và thế kỷ 19, tôn giáo dần dà mất đi vị thế thống trị khi các viện đại học châu Âu trở thành các cơ sở học tập và nghiên cứu hiện đại, chương trình giảng dạy và hoạt động quản trị trở nên thế tục hóa. Những xu hướng này tiêu biểu ở Viện Đại học Berlin (1809), nơi mà người ta nghiên cứu trong phòng thí nghiệm thay vì phỏng đoán; những giáo điều thần học và triết học, và những giáo điều truyền thống khác được xem xét dưới cái nhìn khách quan và nghiêm túc. Đây cũng là nơi tiên phong trong việc thiết lập những tiêu chuẩn hiện đại về tự do học thuật. Mô hình viện đại học của Đức như là một phức hợp các trường sau đại học thực hiện nghiên cứu cao cấp đã tạo ảnh hưởng ra khắp thế giới.

### Những viện đại học đầu tiên ở Tây Bán Cầu

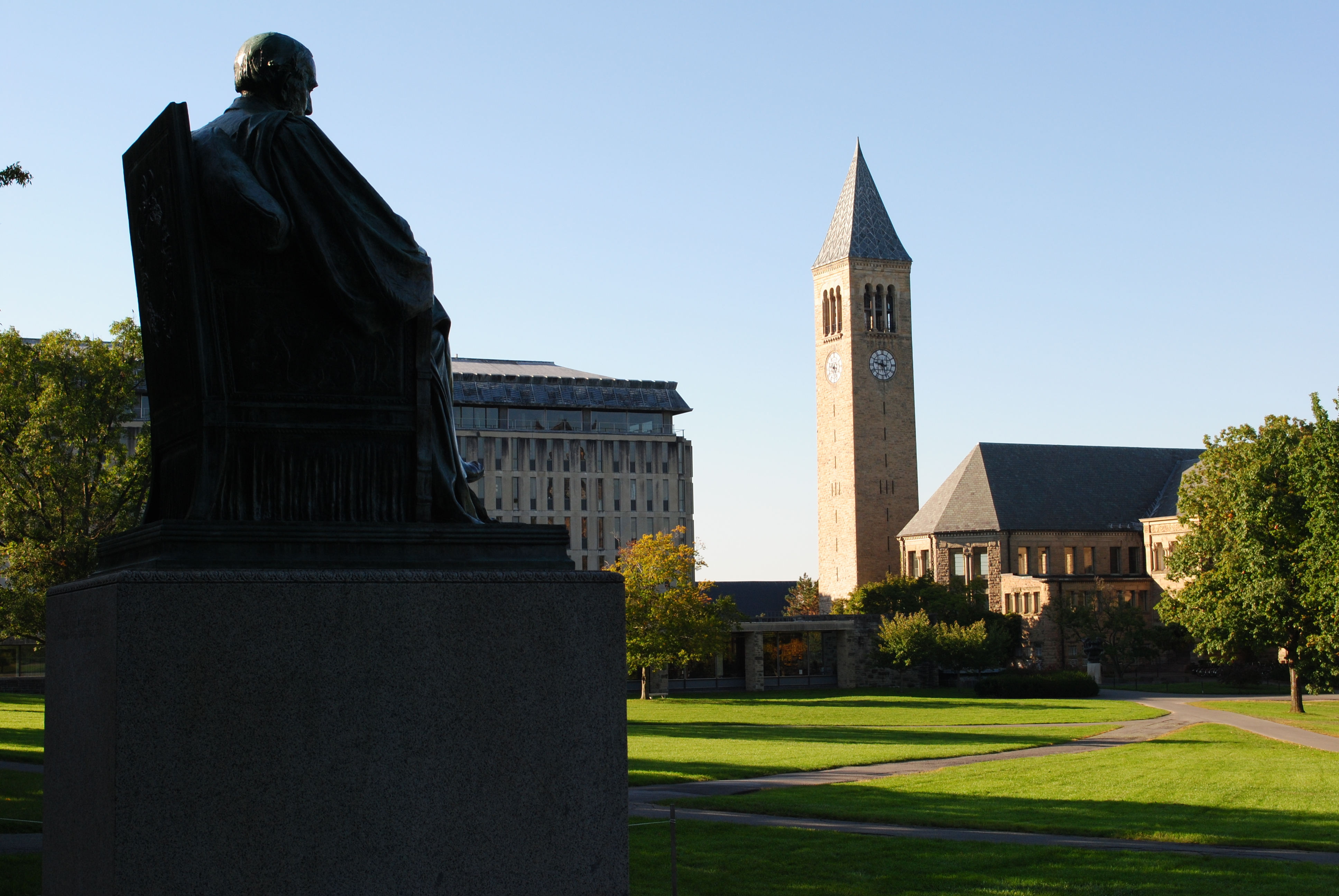
Một góc khuôn viên Viện Đại học Cornell ở Ithaca, New York, Hoa Kỳ.

Những viện đại học đầu tiên ở Tây Bán Cầu do những người Tây Ban Nha thiết lập: Viện Đại học Santo Domingo (1538) ở phần đất nay là Cộng hòa Dominica và Viện Đại học Michoacán (1539) ở México. Những cơ sở giáo dục đại học đầu tiên của Hoa Kỳ là các trường đại học hệ bốn năm: Harvard (1636), William & Mary (1693), Yale (1701), Princeton (1746), và King’s College (1754; nay là Viện Đại học Columbia). Hầu hết những trường đại học Hoa Kỳ đầu tiên do các hội đoàn tôn giáo thành lập, và hầu hết sau đó phát triển lên thành những viện đại học thực sự. Một trong những viện đại học lâu đời nhất ở Canada là Viện Đại học Toronto, được thành lập với tên King’s College vào năm 1827.
Khi Hoa Kỳ mở rộng biên cương về phía Tây, hàng trăm trường đại học mới được thành lập. Các trường và viện đại học Hoa Kỳ có xu hướng theo mô hình của Đức, mong muốn kết hợp lý tưởng tự do học thuật với truyền thống bản địa nhấn mạnh đến việc mang lại cơ hội giáo dục cho nhiều người. Những cơ sở giáo dục như vậy ở Hoa Kỳ phát triển nở rộ nhờ Luật Morrill ban hành vào năm 1862, theo đó chính quyền liên bang cấp đất cho các tiểu bang để thành lập mới những cơ sở giáo dục chuyên về cơ khí và nông nghiệp. Nhiều "trường đại học được cấp đất" ra đời từ điều luật này, rồi trong số đó phát triển nên Viện Công nghệ Massachusetts, Viện Đại học Cornell, và các viện đại học công lập ở Illinois, Wisconsin, và Minnesota.

### Tái tổ chức, thế tục hóa, và hiện đại hóa

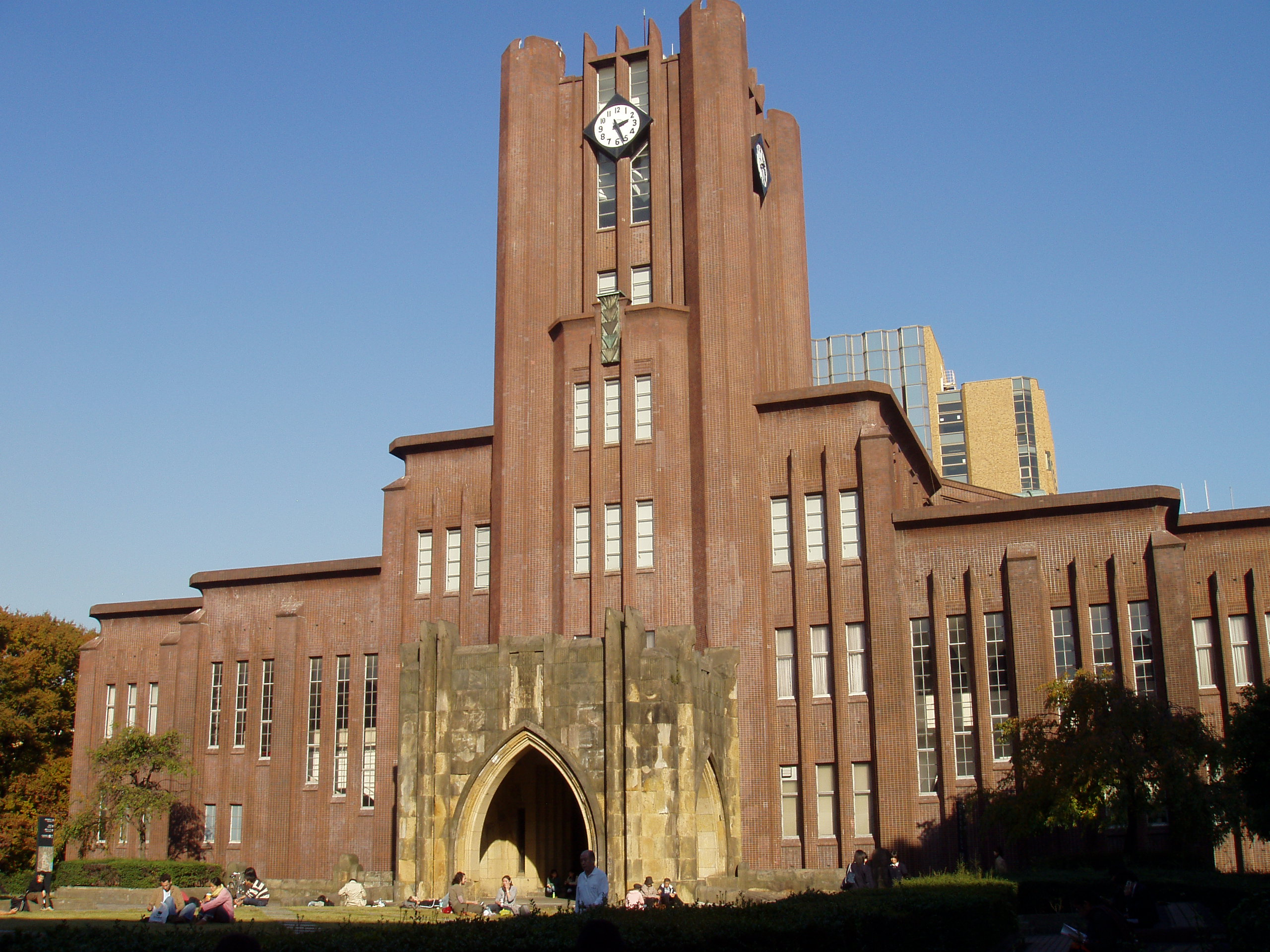
Một tòa nhà trong khuôn viên Viện Đại học Tokyo ở Nhật Bản.

Một số nước châu Âu trong thế kỷ 19 đã tái tổ chức và thế tục hóa các viện đại học của mình, đáng chú ý có các nước Ý (1870), Tây Ban Nha (1876), và Pháp (1896). Các viện đại học ở các quốc gia này và những nước châu Âu khác trở thành những cơ sở nhận kinh phí từ nhà nước là chủ yếu. Phụ nữ bắt đầu được thu nhận vào các viện đại học trong nửa sau thế kỷ 19. Trong khi đó, chương trình học của các viện đại học cũng tiếp tục thay đổi. Ngôn ngữ và văn học hiện đại được thêm vào, và trong nhiều trường hợp hất cẳng, La-tinh, tiếng Hy Lạp, và thần học. Các ngành khoa học như vật lý, hóa học, sinh học, và kỹ thuật cũng được đưa vào chương trình học, và đến đầu thế kỷ 20 thì các ngành học mới như kinh tế học, khoa học chính trị, tâm lý học, và xã hội học cũng được giảng dạy.
Vào cuối thế kỷ 19 và thế kỷ 20, Anh và Pháp thiết lập các viện đại học ở nhiều trong số những thuộc địa của mình ở Nam Á, Đông Nam Á, và châu Phi. Hầu hết các quốc gia độc lập khai sinh từ những thuộc địa này giữa thế kỷ 20 mở rộng hệ thống viện đại học của họ theo các mô hình của châu Âu hay Hoa Kỳ, thường với sự trợ giúp kinh tế và kỹ thuật từ những nước trước đây là chủ thuộc địa, các nước công nghiệp, và các tổ chức quốc tế như Ngân hàng Thế giới. Các viện đại học ở Nhật Bản, Trung Quốc, và Nga cũng thay đổi do yêu cầu hiện đại hóa. Ở Ấn Độ, một số viện đại học được ra đời trước khi nước này độc lập, chẳng hạn như Viện Đại học Banaras Hindu (1916) và Viện Đại học Visva-Bharati (do Rabindranath Tagore thành lập năm 1921), được thiết lập như là những mô hình thay thế cho mô hình của phương Tây. Các viện đại học (hay trường đại học tổng hợp) quốc gia ở Moskva (1755) và St. Petersburg (1819) là những cơ sở giáo dục được thiết lập lâu đời và vẫn giữ được vị thế sáng giá của mình ở Nga. Viện Đại học Tokyo (1877) và Viện Đại học Kyōto (1897) là những cơ sở giáo dục danh tiếng ở Nhật; ở Trung Quốc thì có Viện Đại học Bắc Kinh (1898).

### Những viện đại học hiện đại
Các viện đại học hiện đại có thể được các chính quyền quốc gia, chính quyền bang, hay chính quyền tỉnh chu cấp tài chính, hoặc phụ thuộc phần lớn vào số tiền học phí do sinh viên đóng. Một viện đại học nội trú hiện đại điển hình có thể có hơn 20.000 sinh viên, gồm các sinh viên bậc đại học và sau đại học trong toàn bộ các ngành nghệ thuật và nhân văn, toán, khoa học xã hội, các ngành khoa học vật lý, sinh học và trái đất, và nhiều lĩnh vực công nghệ. Các viện đại học không phải nội trú, ảo, và mở có thể có nhiều hơn 100.000 sinh viên theo học các khóa học để lấy văn bằng hoặc học mà không lấy bằng. Một số các viện đại học này dựa theo mô hình của Viện Đại học Mở (Open University, 1969) ở Anh. Các viện đại học là nhà cung cấp chính các chương trình đào tạo bậc sau đại học trong hầu hết các lĩnh vực chuyên nghiệp.

## Cơ cấu tổ chức
Mặc dù mỗi cơ sở giáo dục được tổ chức theo một cách khác nhau, hầu hết các viện đại học trên thế giới có một hội đồng quản trị (board of trustees), một viện trưởng (president, chancellor, hay rector), ít nhất một phó viện trưởng, và các hiệu trưởng, trưởng phân khoa, hay giám đốc (dean) của các đơn vị thành viên. Viện đại học thường chia thành một số các phân khoa đại học (faculty), trường đại học (college), và/hoặc trường (school); nhỏ hơn các đơn vị vừa kể là khoa (department).

## Viện đại học và đại học ở Việt Nam

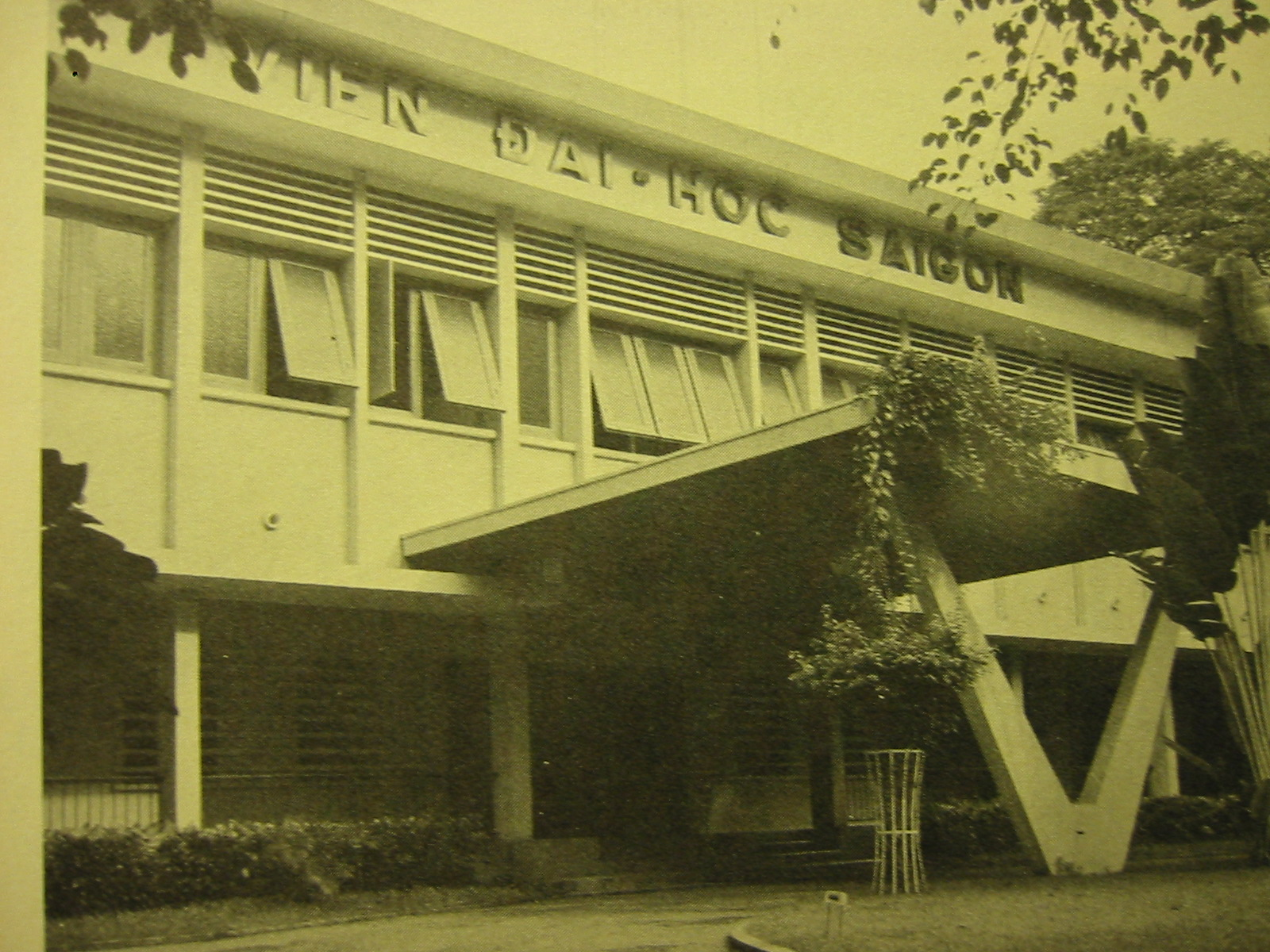
Tòa nhà hành chánh Viện Đại học Sài Gòn, cơ sở giáo dục đại học lớn nhất miền Nam Việt Nam thời Việt Nam Cộng hòa.

Viện đại học là tên gọi của hầu hết các cơ sở giáo dục đại học ở Việt Nam dưới chính thể Việt Nam Cộng hòa, ví dụ: Viện Đại học Sài Gòn, Viện Đại học Huế, Viện Đại học Đà Lạt, Viện Đại học Vạn Hạnh. Đây là mô hình tương tự như university của Hoa Kỳ và Tây Âu, cùng với nó là hệ thống đào tạo theo tín chỉ. Mỗi viện đại học bao gồm nhiều phân khoa đại học (thường gọi tắt là phân khoa) hoặc trường hay trường đại học. Trong mỗi phân khoa hay trường có các ngành; mỗi ngành tương ứng với một ban (tương đương với đơn vị khoa hiện nay). Giáo dục Việt Nam thời Liên bang Đông Dương có một cơ sở giáo dục theo mô hình viện đại học là Viện Đại học Đông Dương (Université Indochinoise) thành lập vào năm 1907; sau 1945 đổi tên thành Viện Đại học Hà Nội. Việt Nam hiện nay không có cơ sở giáo dục nào mà tên chính thức chứa từ "viện đại học".
Ở miền Nam Việt Nam trước 1975 còn có mô hình viện đại học bách khoa. Đây là một cơ sở giáo dục đại học đa ngành và đa lĩnh vực tương tự như mô hình viện đại học, nhưng chú trọng hơn đến các ngành thực tiễn. Năm 1973, Viện Đại học Bách khoa Thủ Đức được thành lập dựa theo mô hình polytechnic university ở California, Hoa Kỳ. Đây là viện đại học bách khoa duy nhất từng tồn tại ở Việt Nam. Trong thời gian đầu, Viện Đại học Bách khoa Thủ Đức có các trường đại học chuyên về nông nghiệp, kỹ thuật, giáo dục kỹ thuật, khoa học tự nhiên và nhân văn, kinh tế và quản trị, và thiết kế đô thị; ngoài ra còn có trường đào tạo sau đại học. Các trường này được gom chung lại trong một khuôn viên rộng lớn, tạo một môi trường gợi hứng cho tri thức suy luận, với một cảnh trí được thiết kế nhằm nâng cao óc sáng tạo; quản lý hành chính tập trung để tăng hiệu năng và giảm chi phí.
Từ đầu thập niên 1990, Việt Nam lập ra các đại học quốc gia và đại học cấp vùng bằng cách gộp một số trường đại học đang tồn tại độc lập lại với nhau. Hiện nay Việt Nam có hai đại học quốc gia là Đại học Quốc gia Hà Nội và Đại học Quốc gia Thành phố Hồ Chí Minh, và ba đại học vùng là Đại học Huế, Đại học Đà Nẵng và Đại học Thái Nguyên.

## Phân loại
Ở Hoa Kỳ, không có một định nghĩa tiêu chuẩn mang tính toàn quốc nào cho tên gọi university, mặc dù từ university thường được dùng để chỉ những cơ sở có định hướng nghiên cứu và trước đây dành cho những cơ sở giáo dục và nghiên cứu có cấp bằng tiến sĩ. Một số tiểu bang, chẳng hạn Massachusetts, chỉ cấp tên gọi university cho cơ sở giáo dục đại học nào trao bằng tiến sĩ trong ít nhất hai ngành học. Ở Anh, Privy Council là cơ quan chịu trách nhiệm cho phép hay không cho phép một cơ sở giáo dục sử dụng từ university trong tên gọi của mình, chiếu theo Luật Giáo dục sau trung học 1992 (Further and Higher Education Act 1992).
Ở Việt Nam hiện nay, các "đại học" bao gồm các "đại học vùng" và các "đại học quốc gia". Luật Giáo dục Đại học 2012 (sửa đổi, bổ sung năm 2018) định nghĩa: "Đại học là cơ sở giáo dục đại học đào tạo, nghiên cứu nhiều lĩnh vực, được cơ cấu tổ chức theo quy định của Luật này; các đơn vị cấu thành đại học cùng thống nhất thực hiện mục tiêu, sứ mạng, nhiệm vụ chung". Các cơ sở giáo dục đại học khác có các tên gọi: trường đại học, học viện, trường cao đẳng,...

## Cách dùng thông dụng
Khi nhắc đến một giai đoạn trong đời người, người Việt nói "Thời tôi học đại học..." chứ ít khi nói "Thời tôi học ở viện đại học..." hay "Thời tôi học trường đại học..." Với ý tương tự, trong tiếng Anh Mỹ người ta nói "When I was in college..." chứ ít khi nói "When I was at university..."